# NGC 5676
NGC 5676 (другие обозначения — UGC 9366, MCG 8-26-43, ZWG 248.3, ZWG 247.42, KUG 1431+496, PGC 51978) — галактика в созвездии Волопас.
Этот объект входит в число перечисленных в оригинальной редакции «Нового общего каталога».